# Harold K. Jacobson
Harold Karan Jacobson (* 28. Juni 1929 in Detroit; † 13. August 2001) war ein US-amerikanischer Politikwissenschaftler, der an der University of Michigan forschte und lehrte. Sein Fachgebiet waren das Völkerrecht und die Internationalen Beziehungen. Seine Forschungsarbeiten konzentrierten sich auf die Umsetzung der Klimarahmenkonvention der Vereinten Nationen sowie auf die Kontrolle von Gewalt in der Internationalen Politik. 1982/83 amtierte er als Präsident der International Studies Association (ISA).
Jacobson machte sein Bachelor-Examen 1950 an der University of Michigan und den Master-Abschluss 1952 an der Yale University, wo er 1952 zum Ph.D. promoviert wurde. Nach Forschungs- und Lehrtätigkeiten in Yale und an der University of Houston kehrte er als  Assistant Professor für Politikwissenschaft an die University of Michigan zurück, wo er zum Full Professor wurde und auch Direktor des dortigen Center for Political Studies sowie des University of Michigan Institute for Social Research.
1990 wurde Jacobson in die American Academy of Arts and Sciences gewählt.

## Schriften (Auswahl)
- Herausgegeben mit Charlotte Ku: Democratic accountability and the use of force in international law. Cambridge University Press, Cambridge/New York 2003, ISBN 0521807476.
- Herausgegeben mit William Zimmerman: Behavior, culture, and conflict in world politics. University of Michigan Press, Ann Arbor 1993, 0472104535.
- Networks of interdependence. International organizations and the global political system. 2. Auflage, Knopf, New York 1984. ISBN 0394331648.
- America's foreign policy. 2. Auflage, Random House, New York 1965.